# Бурая кустовка

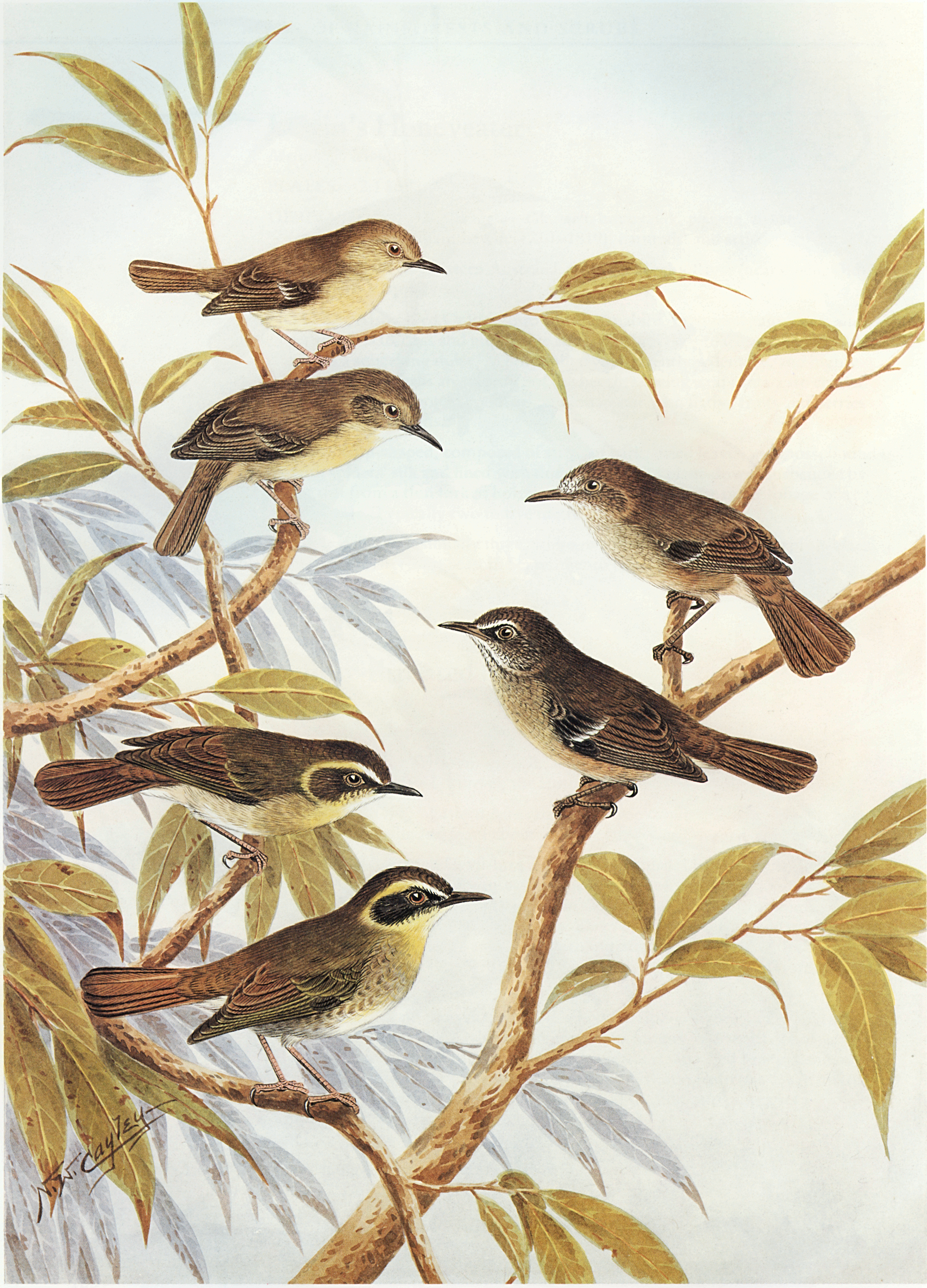
Иллюстрация Нэвилла Уильяма Кейли. Бурая кустовка справа

Бурая кустовка (лат. Sericornis humilis) — птица семейства шипоклювковых, эндемик умеренных лесов Тасмании и близлежащего острова Кинг. Обитает в подлесках тропических лесах, редколесьях, засушливых лесах, болотах и прибрежных лесных районах.
Её положение в семействе радужных птиц согласно классификации Сибли — Алквиста вызывает возражения со стороны орнитологов и в настоящее время не признаётся, вместо этого вид помещён в независимое семейство шипоклювковых. С другой стороны птица считается подвидом белобровой кустовки, однако требуются дальнейшие исследования, чтобы выяснить родство между двумя видами.